# Pongrac Lustaller
Pongrac Lustaller, tudi Pankracij Lustaller, Pangraz Lustaler, Pankracij iz Dola, ljubljanski župan v 16. stoletju.
Lustaller je bil po poklicu krojač, kasneje je postal trgovec. Župan Ljubljane je bil od leta 1526 do 1528, ko ga je nasledil Primož Huebman.  